# بال‌پرنده‌ای میراندا
بال‌پرنده‌ای میراندا (نام علمی: Troides miranda) نام یک گونه از تیره پروانه‌های دم‌چلچله‌ای است.